# Joan Antoni Zabalia i Malla
Joan Antoni Zabalia et Malla (Barcelone, 3 juin 1960) est un ancien joueur catalan de rink hockey des années 1980 et 1990.

## Parcours
Il commence sa carrière au CP Voltregà, mais il signe peu après à Liceo un club galicien. En 1982, il se rend au Reus Deportiu, avec Josep Llonch. En 1984, il signe au Hockey Club Castiglione, où son entraîneur fut Pere Gallén. Il revint au Reus le 1987, où y joue jusqu'en 1994, année durant laquelle il devient entraîneur du club rouge-et-noir.
Avec la sélection espagnole, il joue entre 1978 et 1988 et il gagne un mondial et trois championnats européens.
Quant à ses fonctions d'entraîneur, en plus du Reus, il dirige le CP Flix (2000-2001), le CN Reus Plombs, le Cambrils CH ainsi que la sélection suisse (2008-2011),.
Il est fils du célèbre gardien Joan Antoni Zabalia i Robles (1931-2020).

## Palmarès
HC Liceo
- Coupe d'Espagne:
  - 1982
- Coupe de la CERS:
  - 1982

Reus Deportiu
- Recopa d'Europe:
  - 1984
- Coupe d'Espagne:
  - 1983
- Supercoupe d'Espagne:
  - 1983/84

Espagne
- Championnat du Monde:
  - 1980
- Championnat d'Europe:
  - 1979, 1981, 1983
- Championnat d'Europe junior:
  - 1979